# 羅馬混凝土

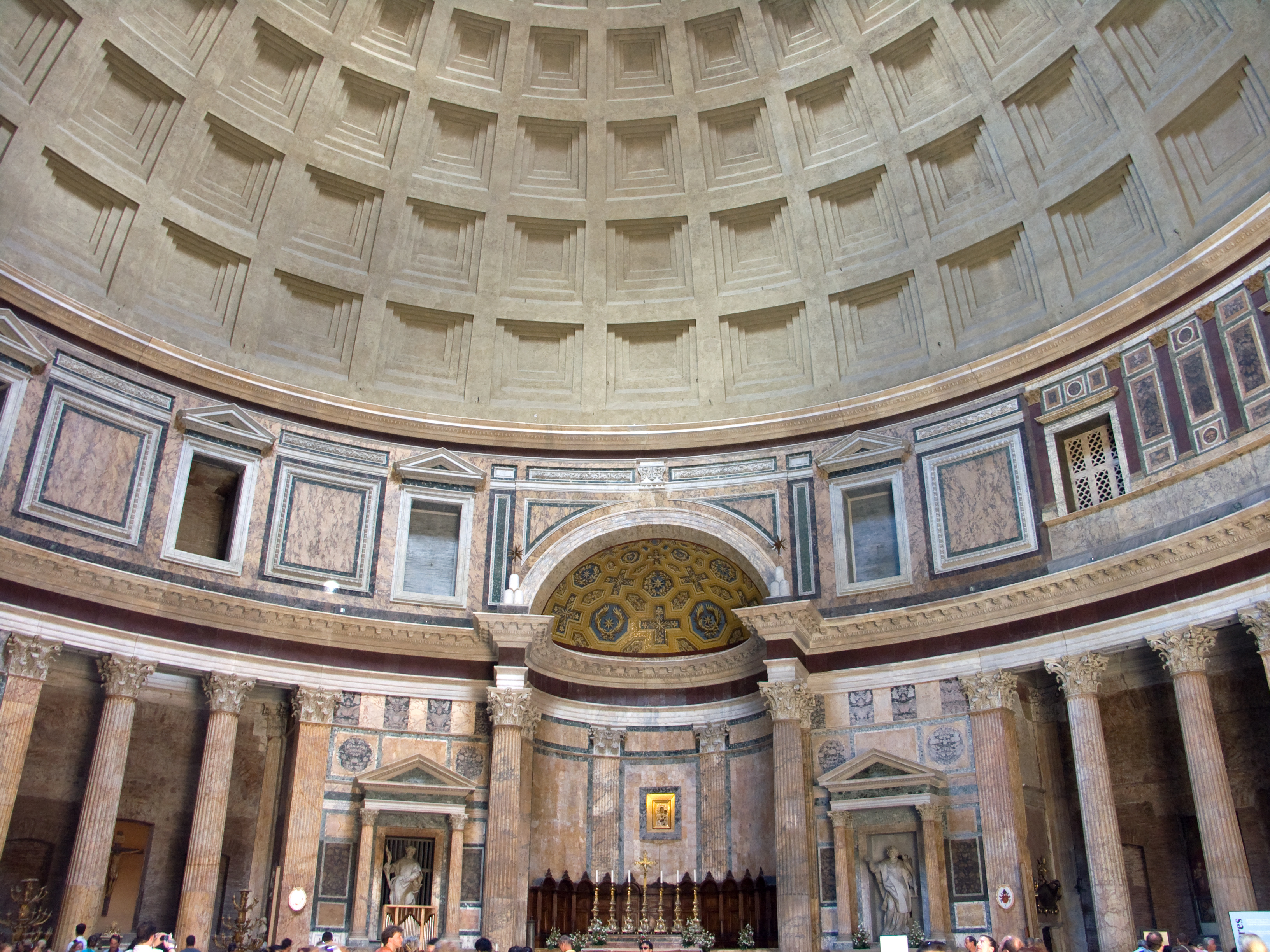
萬神殿是羅馬混凝土結構案例

羅馬混凝土是古羅馬時期使用的一種建築材料。羅馬混凝土的基礎材料是水泥，由於混合了火山灰，因此非常耐久。羅馬混凝土的出現令建築界出現革命，促成了建築結構的複雜化。如萬神殿的圓頂是世界最大和最古老的的非鋼筋混凝土圓頂。羅馬混凝土何時開始使用不得而知，但自西元前150年時已廣泛使用。

## 外部連結
- The Secrets of Ancient Rome's Buildings （页面存档备份，存于） – article on Smithsonian.com
- Roman Seawater Concrete Holds the Secret to Cutting Carbon Emissions （页面存档备份，存于） – article on Berkeley Lab website